# Ferrari Enzo
La Ferrari Enzo Ferrari (spesso abbreviata semplicemente in Ferrari Enzo) è un'autovettura coupé prodotta dalla casa automobilistica italiana Ferrari in 400 esemplari per i 55 anni di attività della casa di Maranello dal 2002 fino al 2004.

## Il contesto
I primi test sulla meccanica della vettura vennero eseguiti sfruttando un prototipo che riproduceva le fattezze della Ferrari 348, fatta eccezione per il passo più lungo.

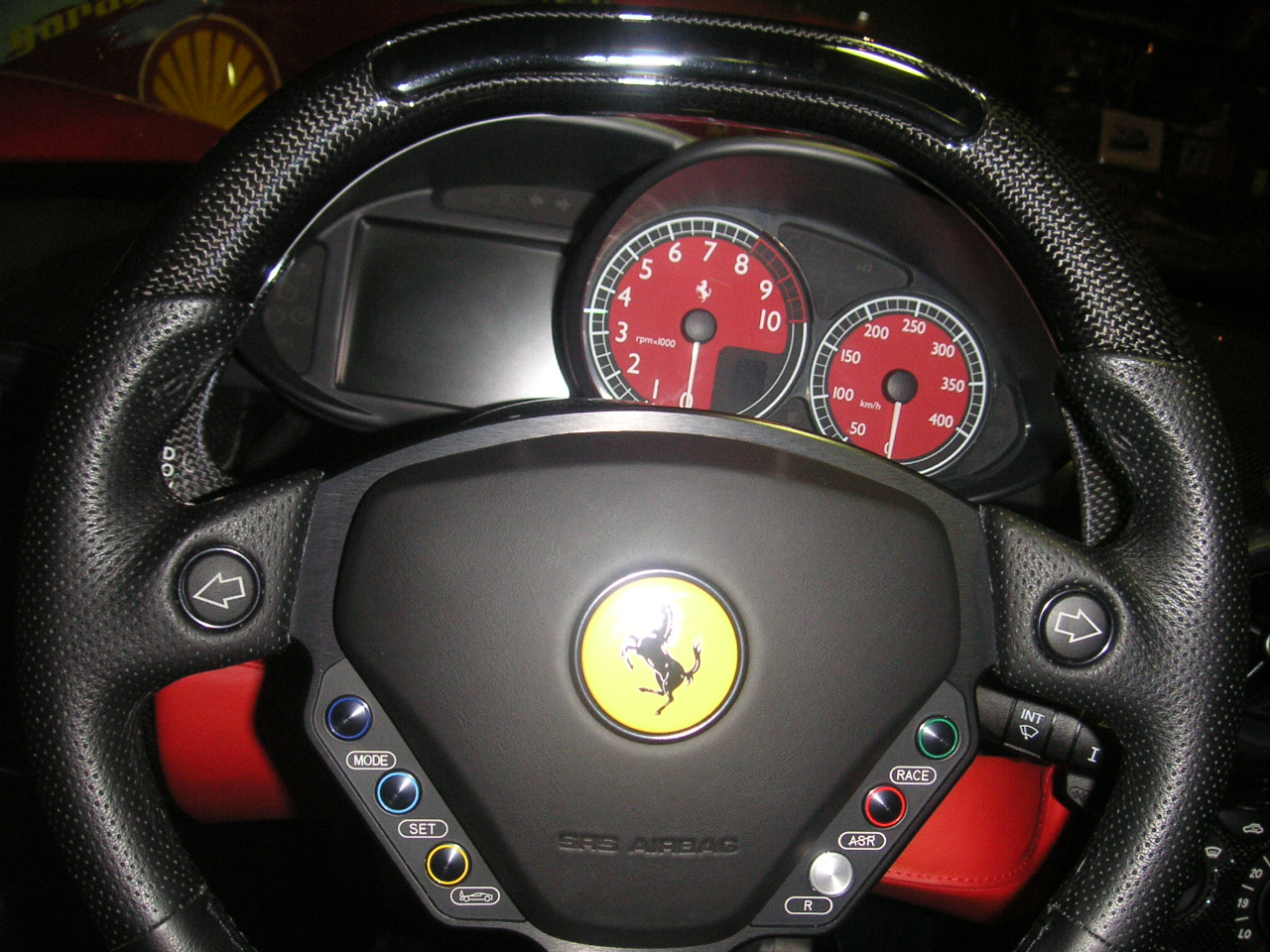
Dettaglio del volante e cruscotto di una Enzo

Venne poi presentata ufficialmente al Salone dell'automobile di Parigi nell'ottobre del 2002. Nata sulla base dell'esperienza in Formula 1, la Enzo è una delle auto più ammirate e ricercate dagli appassionati e dagli acquirenti del marchio. Esteticamente è caratterizzata da un linguaggio stilistico estremamente tecnico e privo di velleità. In origine avrebbe dovuto essere chiamata Ferrari F60; in seguito venne battezzata con il nome del fondatore dell'azienda Enzo Ferrari.
La produzione inizialmente prevista e programmata per la Enzo era stata limitata a 349 esemplari. Il modello però ebbe un tale successo che per la prima volta, e secondo alcuni anche con una caduta di stile, la Ferrari aumentò il numero originariamente deciso portandolo a 399. A questo proposito Luca Cordero di Montezemolo disse: "Anche se sono molto attento ai numeri e all'esclusività, ho dovuto prendere atto del fatto che avremmo scontentato troppi collezionisti non aumentando la produzione della Enzo Ferrari". La produzione di questa vettura è durata dal 2002 al 2004.
Un ulteriore esemplare è stato costruito per essere donato nel 2005 dalla Ferrari a papa Giovanni Paolo II, che la mise all'asta per poi devolvere in beneficenza l'intera somma ricavata. Questo particolare modello viene battuto ad un'asta a Monterey nel 2015 per la considerevole cifra di 6050000 $.

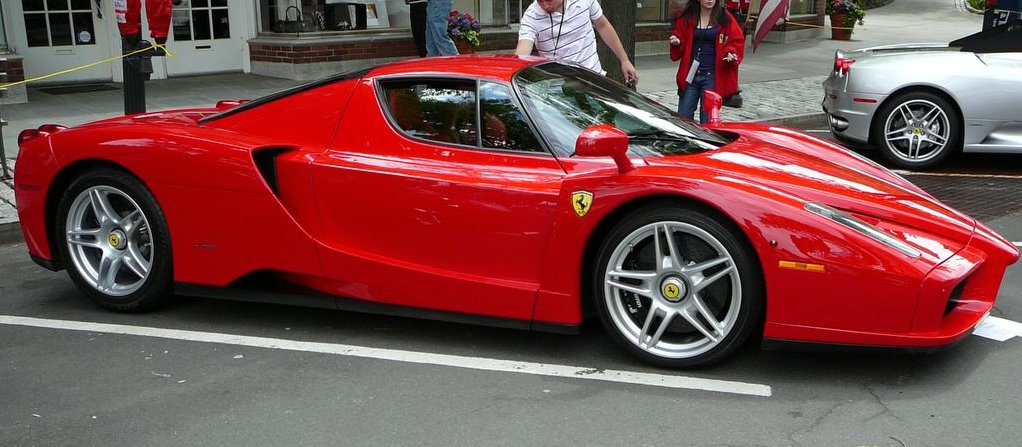
Vista laterale

Acquistare una Enzo non era così semplice: per averla era la Ferrari stessa a contattare la clientela, selezionandola tra alcuni V.I.P. e persone che già possedevano o avevano posseduto un totale di cinque modelli Ferrari. I clienti erano quindi chiamati a Maranello per personalizzare e rendere unico il proprio esemplare in una apposita linea di produzione dedicata alla Enzo. Le varianti comprendevano la scelta del sedile su misura tra quattro taglie disponibili (S, M, L, XL) e la regolazione della pedaliera tra sedici possibili configurazioni. Il prezzo in Italia venne fissato in 665000,00 €. Nonostante per la carrozzeria fossero disponibili tutti i colori della gamma Ferrari, la quasi totalità delle vetture venne ordinata, prodotta e venduta in colore Rosso Corsa, anche per tradizione della serie 288 GTO, F40, F50. Solo sei esemplari furono realizzati in color Argento Metallizzato.

## Caratteristiche e meccanica

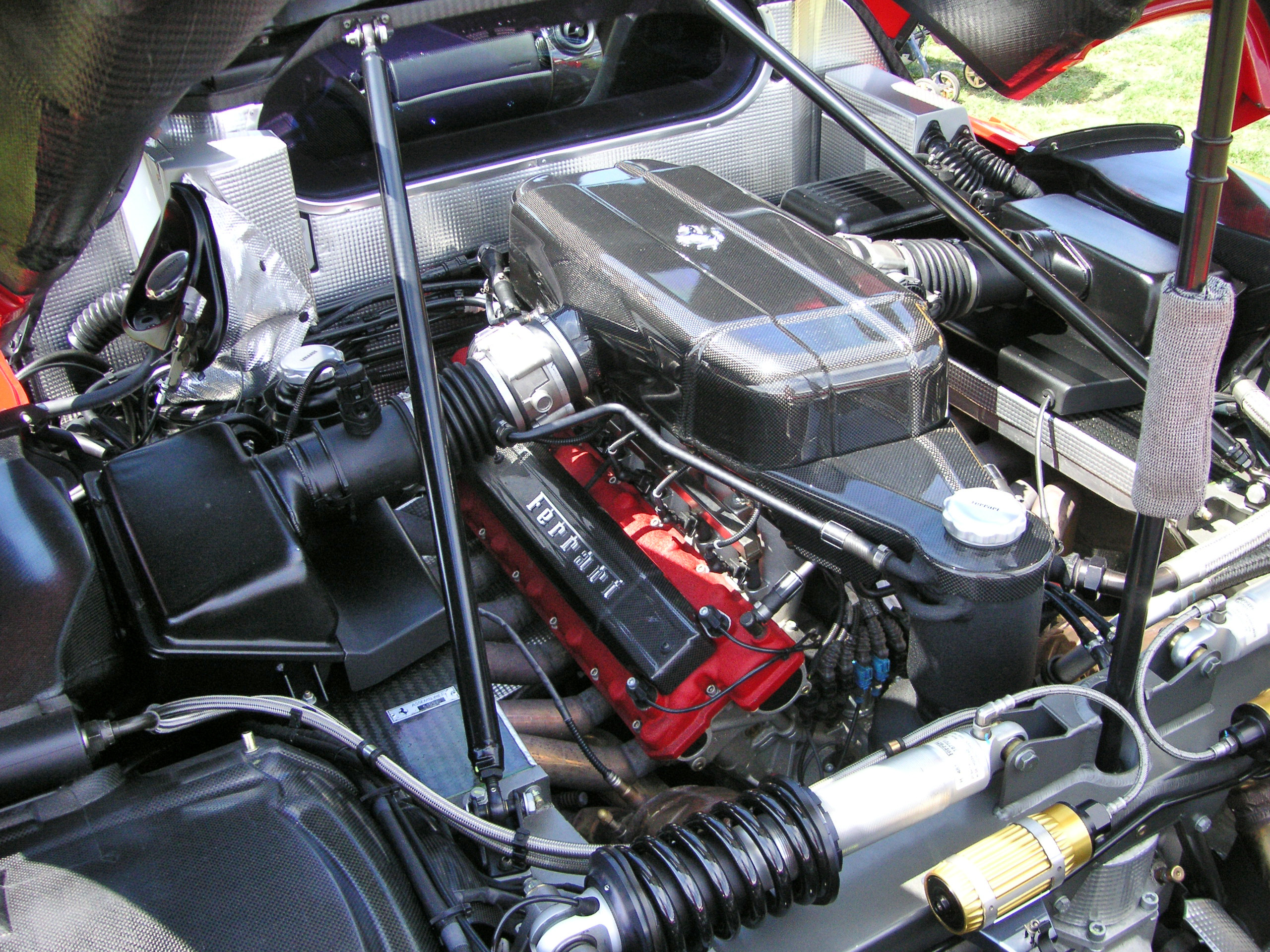
Dettaglio del motore di una Enzo

La Enzo dispone di un motore V12 di 65° aspirato chiamato F140 B, montato in posizione centrale di 5998 cm³ erogante 660 cavalli a 7800 giri/min e 657 Nm con rapporto di compressione di 11,2:1. Telaio e carrozzeria sono interamente realizzati in fibra di carbonio, le sospensioni sono a doppio quadrilatero deformabile sia all'avantreno che al retrotreno. I freni sono realizzati in composito ceramica-carbonio e la potenza alle ruote posteriori viene gestita attraverso un cambio a 6 marce sequenziale con paddle al volante.
La sua linea si deve, come per molti altri modelli Ferrari, alla carrozzeria Pininfarina. L'elevata conoscenza ed esperienza Ferrari nel campo della Formula 1 hanno inciso profondamente nello sviluppo aerodinamico della vettura che, sorprendentemente, non fa uso di un vero e proprio alettone posteriore ma di una piccola appendice aerodinamica che si inclina quando si raggiungono velocità superiori agli 80 km/h. Gran parte del carico aerodinamico è infatti generato dal fondo appositamente studiato della vettura che con l'ausilio degli estrattori posteriori crea un effetto deportante.
Data la configurazione esclusivamente sportiva della vettura, non ha né impianto stereo né alzacristalli elettrici.
Le prestazioni di questa vettura costituiscono un caso piuttosto singolare: mentre i dati circa l'accelerazione sono stati normalmente comunicati dalla Casa, il dato relativo alla velocità massima raggiunta non è mai stato indicato con precisione. Circa il tempo di copertura degli 0 a 100 km/h, la Enzo impiega appena 3,65 secondi. Impiega poi meno di 10 secondi per passare da 0 a 200 km/h; con partenza da fermo, copre il chilometro in 19,6 secondi, con una velocità massima superiore ai 350 km/h. Ciò, al momento dell'uscita, la rendeva la Ferrari stradale di serie più veloce mai prodotta.

## Scheda Tecnica
| Caratteristiche tecniche - Ferrari Enzo                                                                        | Caratteristiche tecniche - Ferrari Enzo | Caratteristiche tecniche - Ferrari Enzo | Caratteristiche tecniche - Ferrari Enzo | Caratteristiche tecniche - Ferrari Enzo | Caratteristiche tecniche - Ferrari Enzo |
| --- | --- | --- | --- | --- | --- |
| | | | | | |
| Configurazione                                                                                                 | | | | | |
| Carrozzeria: Berlinetta                                                                                        | Carrozzeria: Berlinetta | Posizione motore: posteriore longitudinale | Posizione motore: posteriore longitudinale | Trazione: posteriore | Trazione: posteriore |
| Dimensioni e pesi                                                                                              | | | | | |
| Ingombri (lungh.×largh.×alt. in mm): 4 702 × 2 035 × 1 147                                                     | Ingombri (lungh.×largh.×alt. in mm): 4 702 × 2 035 × 1 147                                                                                              | Ingombri (lungh.×largh.×alt. in mm): 4 702 × 2 035 × 1 147                                                                                              | Ingombri (lungh.×largh.×alt. in mm): 4 702 × 2 035 × 1 147                                                                                              | Diametro minimo sterzata: | Diametro minimo sterzata: |
| Interasse: 2 650 mm                                                                                            | Interasse: 2 650 mm | Carreggiate: anteriore 1 660 - posteriore 1 650 mm | Carreggiate: anteriore 1 660 - posteriore 1 650 mm | Altezza minima da terra: | Altezza minima da terra: |
| Posti totali: 2                                                                                                | Posti totali: 2 | Bagagliaio: | Bagagliaio: | Serbatoio: 110 litri | Serbatoio: 110 litri |
| Masse | a vuoto: 1 255 kg | a vuoto: 1 255 kg | a vuoto: 1 255 kg | a vuoto: 1 255 kg | a vuoto: 1 255 kg |
| Meccanica | | | | | |
| Tipo motore: 12 cilindri a V da 65 gradi - Rapporto di compressione: 11,2:1 - Raffreddamento a liquido         | Tipo motore: 12 cilindri a V da 65 gradi - Rapporto di compressione: 11,2:1 - Raffreddamento a liquido                                                  | Tipo motore: 12 cilindri a V da 65 gradi - Rapporto di compressione: 11,2:1 - Raffreddamento a liquido                                                  | Cilindrata: (Alesaggio × corsa: 92 × 75,2 mm); unitaria 499,90 , totale 5 998,80 cm³                                                                    | Cilindrata: (Alesaggio × corsa: 92 × 75,2 mm); unitaria 499,90 , totale 5 998,80 cm³                                                                    | Cilindrata: (Alesaggio × corsa: 92 × 75,2 mm); unitaria 499,90 , totale 5 998,80 cm³                                                                    |
| Distribuzione: Bialbero a camme in testa, 4 valvole per cilindro                                               | Distribuzione: Bialbero a camme in testa, 4 valvole per cilindro                                                                                        | Distribuzione: Bialbero a camme in testa, 4 valvole per cilindro                                                                                        | Alimentazione: Iniezione digitale integrata Bosch Motronic ME 7                                                                                         | Alimentazione: Iniezione digitale integrata Bosch Motronic ME 7                                                                                         | Alimentazione: Iniezione digitale integrata Bosch Motronic ME 7                                                                                         |
| Prestazioni motore                                                                                             | Potenza: 660 Cv a 7800 giri/minuto (Rapporto peso/potenza: 1,90 kg/cv, potenza specifica: 110 Cv/Litro) / Coppia: 657 Nm a 5500 giri/minuto             | Potenza: 660 Cv a 7800 giri/minuto (Rapporto peso/potenza: 1,90 kg/cv, potenza specifica: 110 Cv/Litro) / Coppia: 657 Nm a 5500 giri/minuto             | Potenza: 660 Cv a 7800 giri/minuto (Rapporto peso/potenza: 1,90 kg/cv, potenza specifica: 110 Cv/Litro) / Coppia: 657 Nm a 5500 giri/minuto             | Potenza: 660 Cv a 7800 giri/minuto (Rapporto peso/potenza: 1,90 kg/cv, potenza specifica: 110 Cv/Litro) / Coppia: 657 Nm a 5500 giri/minuto             | Potenza: 660 Cv a 7800 giri/minuto (Rapporto peso/potenza: 1,90 kg/cv, potenza specifica: 110 Cv/Litro) / Coppia: 657 Nm a 5500 giri/minuto             |
| Accensione: Elettronica Integrata Bosch                                                                        | Accensione: Elettronica Integrata Bosch | Accensione: Elettronica Integrata Bosch | Impianto elettrico: | Impianto elettrico: | Impianto elettrico: |
| Frizione: doppio disco                                                                                         | Frizione: doppio disco | Frizione: doppio disco | Cambio: In blocco col motore 6 rapporti + RM di tipo sequenziale con comandi al volante.                                                                | Cambio: In blocco col motore 6 rapporti + RM di tipo sequenziale con comandi al volante.                                                                | Cambio: In blocco col motore 6 rapporti + RM di tipo sequenziale con comandi al volante.                                                                |
| Telaio | | | | | |
| Corpo vettura                                                                                                  | In fibra di carbonio e nido d'ape d'alluminio | In fibra di carbonio e nido d'ape d'alluminio | In fibra di carbonio e nido d'ape d'alluminio | In fibra di carbonio e nido d'ape d'alluminio | In fibra di carbonio e nido d'ape d'alluminio |
| Sterzo | A cremagliera | A cremagliera | A cremagliera | A cremagliera | A cremagliera |
| Sospensioni | anteriori: ruote indipendenti / posteriori: ruote indipendenti; quadrilateri articolati, molle elicoidali, barra antirollio, ammortizzatori telescopici | anteriori: ruote indipendenti / posteriori: ruote indipendenti; quadrilateri articolati, molle elicoidali, barra antirollio, ammortizzatori telescopici | anteriori: ruote indipendenti / posteriori: ruote indipendenti; quadrilateri articolati, molle elicoidali, barra antirollio, ammortizzatori telescopici | anteriori: ruote indipendenti / posteriori: ruote indipendenti; quadrilateri articolati, molle elicoidali, barra antirollio, ammortizzatori telescopici | anteriori: ruote indipendenti / posteriori: ruote indipendenti; quadrilateri articolati, molle elicoidali, barra antirollio, ammortizzatori telescopici |
| Freni | anteriori: a disco / posteriori: a disco; ventilati in composito di carbonio e ceramica da 380 mm.                                                      | anteriori: a disco / posteriori: a disco; ventilati in composito di carbonio e ceramica da 380 mm.                                                      | anteriori: a disco / posteriori: a disco; ventilati in composito di carbonio e ceramica da 380 mm.                                                      | anteriori: a disco / posteriori: a disco; ventilati in composito di carbonio e ceramica da 380 mm.                                                      | anteriori: a disco / posteriori: a disco; ventilati in composito di carbonio e ceramica da 380 mm.                                                      |
| Pneumatici | anteriori 245/35 ZR 19, posteriori 345/35 ZR 19 | anteriori 245/35 ZR 19, posteriori 345/35 ZR 19 | anteriori 245/35 ZR 19, posteriori 345/35 ZR 19 | anteriori 245/35 ZR 19, posteriori 345/35 ZR 19 | anteriori 245/35 ZR 19, posteriori 345/35 ZR 19 |
| Prestazioni dichiarate                                                                                         | | | | | |
| Velocità: oltre 350 km/h                                                                                       | Velocità: oltre 350 km/h | Velocità: oltre 350 km/h | Accelerazione: 0-100 km/h: 3,65 sec | Accelerazione: 0-100 km/h: 3,65 sec | Accelerazione: 0-100 km/h: 3,65 sec |
| Altro | | | | | |
| Deportanza | 700 kg a 250 km/h, 775 kg a 300 km/h, 785 kg a 350 km/h                                                                                                 | 700 kg a 250 km/h, 775 kg a 300 km/h, 785 kg a 350 km/h                                                                                                 | 700 kg a 250 km/h, 775 kg a 300 km/h, 785 kg a 350 km/h                                                                                                 | 700 kg a 250 km/h, 775 kg a 300 km/h, 785 kg a 350 km/h                                                                                                 | 700 kg a 250 km/h, 775 kg a 300 km/h, 785 kg a 350 km/h                                                                                                 |
| Fonte dei dati: http://www.ferrari.com/Italian/GT_Sport_Cars/Classiche/Tutti_i_modelli/Pages/Enzo_Ferrari.aspx | | | | | |

## Vetture derivate
La Maserati MC12 è stata la prima derivata della Enzo. La Ferrari FXX e la FXX Evo ne sono un'evoluzione non omologata per l'utilizzo stradale.
Dallo stesso telaio della Enzo è stata costruita anche la Ferrari P4/5, esemplare unico realizzato su ordinazione per James Glickenhaus, facoltoso appassionato americano.